# Erich Karkoschka
Erich Karkoschka (* 1955 in Stuttgart) ist ein Planetologe am Lunar and Planetary Laboratory der University of Arizona in Tucson. Er entdeckte den Uranus-Mond Perdita und ist für seinen in mehreren Auflagen erschienenen Atlas für Himmelsbeobachter bekannt.

## Leben und Wirken
Karkoschka begann Anfang der 1970er Jahre mit der Beobachtung von Planeten auf der Sternwarte Stuttgart. Nachdem 1977 das Carl-Zeiss-Planetarium Stuttgart eröffnet worden war, arbeitete er dort ebenfalls mit. Ab 1983 studierte er Planetologie an der University of Arizona. 1990 wurde Karkoschka mit einer Arbeit über die Atmosphäre des Saturns promoviert. Seit 1983 ist er am Lunar and Planetary Laboratory der University of Arizona tätig.
Im Jahr 1999 entdeckte er auf fotografischen Aufnahmen der Raumsonde Voyager 2 den Uranus-Mond Perdita (ursprüngliche Bezeichnung: S/1986 U 10), dessen Existenz 2003 von der Internationalen Astronomischen Union (IAU) abschließend bestätigt wurde.
Erich Karkoschka ist Autor des Buches Atlas für Himmelsbeobachter, das sich an Amateurastronomen richtet und seit 1988 in mehreren Auflagen sowie in einer englischen als auch tschechischen Übersetzung erschienen ist.
Zwei von Karkoschkas Aufnahmen der Planeten Jupiter und Uranus wurden für eine Briefmarken-Serie des United States Postal Service verwendet. 2006 wurde der Asteroid (30786) Karkoschka nach ihm benannt.
Sein Vater Erhard Karkoschka war Komponist.

## Veröffentlichungen (Auswahl)
- mit Reiner Merz und Heinrich Treutner: Astrofotografie. Wie fotografiere ich Sonne, Mond, Planeten, Sterne, Kometen und Satelliten? Geräte, Verfahren, Objekte. Franckh, Stuttgart 1980, ISBN 3-440-04865-9.
- Atlas für Himmelsbeobachter. Franckh, Stuttgart 1988, ISBN 3-440-05867-0. (7. Auflage 2022, ISBN 978-3-440-17360-2, englischsprachige Ausgabe: The Observer’s Sky Atlas. 4. Auflage, Firefly Books, 2023, ISBN 978-0-2281-0410-0.)
- Sterne finden am Südhimmel. KOSMOS Verlag, Stuttgart 2019, ISBN 978-3-440-15156-3.